# Danio nigrofasciatus
Danio nigrofasciatus (Day, 1870) è un pesce osseo d'acqua dolce appartenente alla famiglia Cyprinidae. È spesso noto con i sinonimi Brachydanio nigrofasciatus.

## Distribuzione e habitat
Endemico dei fiumi della parte settentrionale del Myanmar (ex Birmania).

## Descrizione
Misura fino a 3,8 cm.

## Riproduzione
La deposizione avviene tra le piante acquatiche all'alba.

## Acquariofilia
Viene allevato in acquario.